# サンティアゴ・デ・コンポステーラ大学

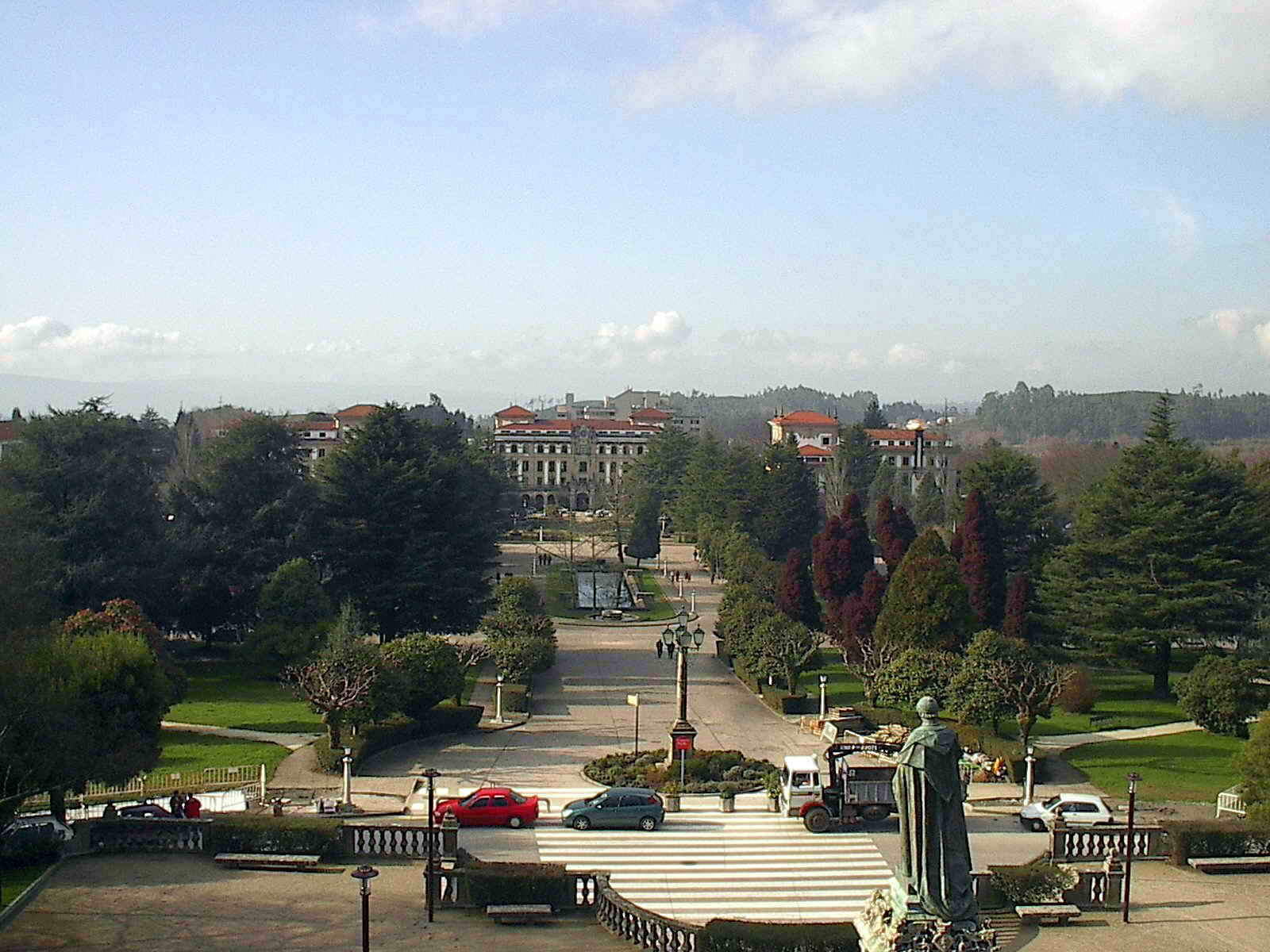
南キャンパス

サンティアゴ・デ・コンポステーラ大学（ガリシア語:Universidade de Santiago de Compostela, 略称USC）は、スペイン・ガリシア州ア・コルーニャ県サンティアゴ・デ・コンポステーラに本部を置く大学。現存する大学としては世界有数の歴史を有する。キャンパスはサンティアゴ・デ・コンポステーラ市内旧市街を挟んで南と北に2か所とルーゴ県のルーゴにもある。

## 歴史
サンティアゴ・デ・コンポステーラはカトリック教会有数の巡礼地である。1495年にカスティーリャ王国初の大学としてサンティアゴ・デ・コンポステーラ大学が設立された。1504年、ローマ教皇ユリウス2世は大学の設立を承認したが、設立のための教皇勅書が与えられたのはクレメンス7世時代の1526年である。
約500年にわたってガリシア地方唯一の大学であった。20世紀にはア・コルーニャにア・コルーニャキャンパスを、ビーゴにビーゴキャンパスを有していたが、1989年にはア・コルーニャ大学が、1990年にはビーゴ大学が独立した大学となった。

## 学部
南キャンパス
- 生物学部
- 教育学部
- 政治・社会学部
- 法学部
- 薬学部
- 哲学部
- 物理学部
- 数学部
- 心理学部
- 化学部
- 地理・歴史学部

北キャンパス
- 医科・歯科学部
- 教育学部（マスター）
- 経済・経営学部
- 文献学部
- コミュニケーション科学部

地理・歴史学部、哲学部、医学部は旧市街にあるため、旧市街キャンパスという分類わけがなされることもある。
ルーゴキャンパス
- 商学部
- 科学学部
- 人文学部
- 獣医学部

## 出身者
- ラモン・マリア・デル・バリェ＝インクラン - 著作家。
- アルフォンソ・ロドリゲス・カステラオ - 著作家。「ガリシア民族主義の父」。
- ショセ・ルイス・メンデス・フェリン - 著作家。
- ゴンサロ・トレンテ・バジェステール - 著作家。セルバンテス賞受賞（1985年）。アストゥリアス皇太子賞受賞。
- スソ・デ・トーロ - 著作家。現代ガリシア文学を代表する作家。
- マヌエル・フラガ・イリバルネ - 政治家。国民党創設者。ガリシア州首相（1990年-2005年）。
- エミリオ・ペレス・トウリーニョ - 政治家。スペイン社会労働党。ガリシア州首相（2005年-2009年）。
- アルベルト・ヌーニェス・フェイホー - 政治家。国民党。ガリシア州首相（2009年-）。
- フランシスコ・カアマーニョ・ドミンゲス - 政治家。スペイン社会労働党。スペイン政府法務大臣（2009年-2011年）。
- マリアーノ・ラホイ・ブレイ - 政治家。国民党。スペイン首相（2011年-）。
- ショセ・マヌエル・ベイラス - 政治家。ガリシア民族主義ブロック。